# 念珠无心菜
念珠无心菜（学名：Arenaria monilifera）是石竹科无心菜属的植物，是中国的特有植物。分布在中国大陆的西藏、四川等地，生长于海拔3,000米至4,000米的地区，常生长在山地，目前尚未由人工引种栽培。